# کلاریون (ایلینوی)
کلاریون (به انگلیسی: Clarion) یک منطقهٔ مسکونی در ایالات متحده آمریکا است که در شهرستان بورا، ایلینوی واقع شده‌است. کلاریون ۲۲۴٫۹۵ متر بالاتر از سطح دریا واقع شده‌است.